# Köping Stars
El Köping Stars es un club de baloncesto profesional de la ciudad de Köping, que milita en la Basketligan, la máxima categoría del baloncesto sueco. Disputa sus partidos en el Karlbergshallen, con capacidad para 800 espectadores.

## Historia
El club fue fundado en 2003 bajo el nombre de UBBK Köping. En el año 2017, cambió su nombre a Köping Stars, nombre que posee en la actualidad.
Conquistaron la SuperEttan (2ª división sueca) en 2018, ascendiendo de esta manera por 1ª vez en su historia a la Basketligan.

## Nombres
- UBBK Köping (2003-2017)
- Köping Stars (2017–presente)

## Resultados en la Liga Sueca
| Temporada | División | Liga        | Posición    | Play-Offs      | Competición Europea |
| --------- | -------- | ----------- | ----------- | -------------- | ------------------- |
| 2014–15   | 3ª       | D2          | –           | –              | –                   |
| 2015–16   | 2ª       | BasketEttan | 5ºGrupo Sur | 1ºBEHS forts   | –                   |
| 2016–17   | 2ª       | BasketEttan | 1ºGrupo Sur | 3ºSuperettan   | –                   |
| 2017–18   | 2ª       | SuperEttan  | 1º          | AscensoCampeón | –                   |
| 2018–19   | 1ª       | Basketligan | 9º          |                | –                   |

## Palmarés

### Liga
- SuperEttan

-   -  Campeones (1): 2018

## Jugadores destacados
| - Julien Delmas - Stefan Ilić - Aleksa Solević - Michael Axelsson - John Brändmark - Robertino Duric - Niklas Larsson - Sebastian Lindkvist | - Michiel Petersen - Sean Smith - William Sundh - Tefik Zekaj - Abbas Ibrahim - Ronnie Boggs - Stanford Brown - Khalil Davis | - Desmond Hubert - Caleb Mack - Austin Price - Nemanja Sladoje - Amer Nuhić - Adrian Nkwonia |